# Eubacterium sulci
Eubacterium sulci è una specie di batterio appartenente alla famiglia delle Eubacteriaceae.